# Wet ruimtelijke ordening
De Wet ruimtelijke ordening (Wro) was een Nederlandse wet die regelt hoe ruimtelijke plannen in Nederland tot stand komen en gewijzigd worden.
De wet is ingegaan op 1 juli 2008, tegelijk met de Invoeringswet Wet ruimtelijke ordening, waarin de oudere Wet op de Ruimtelijke Ordening (WRO) uit 1965 werd ingetrokken. Per 1 januari 2024 is de Wro vervallen en zijn de bepalingen overgenomen in de nieuwe Omgevingswet.
Zowel het Rijk, de provincies als de gemeente hebben de bevoegdheid om ruimtelijke plannen op te stellen. Hiervan is het bestemmingsplan het belangrijkste instrument, dat ook juridisch bindend is. Hoe de ruimtelijke plannen tot stand komen en gewijzigd worden, is geregeld in de Wet ruimtelijke ordening. Deze wet bepaalt de taken van de overheid en de rechten en plichten van burgers, bedrijven en instellingen. Indien er sprake is van meerdere samenhangende besluiten en plannen is het mogelijk de procedure te vereenvoudigen door middel van een coördinatieregeling.
De centrale gedachte van de Wro was "Decentraal wat kan, centraal wat moet". Provincies en gemeenten hebben met de Wro meer verantwoordelijkheden ten opzichte van de WRO. De bestemmingsplanprocedure is in de nieuwe wet teruggebracht van ruim een jaar naar 26 weken. Rijk en provincies kunnen kaders stellen waarbinnen de gemeentes kunnen opereren, met zogenoemde proactieve aanwijzingen.

## Veranderingen ten opzichte van de WRO
In plaats van planologische kernbeslissingen, streekplannen en structuurplannen wordt nu door de gemeente, de provincie en het rijk een structuurvisie opgesteld. Het Rijk beschrijft in de structuurvisie waar er gebouwd kan worden, waar het groen moet blijven en wie beslissingsbevoegdheid heeft. Verder legt het Rijk weinig beperkingen op en legt de verantwoordelijkheid voor de ruimtelijke ordening bij de provincies en gemeenten neer.
Provincies geven in hun structuurvisie (voorheen in het streekplan) een strategisch beleid voor de gemeenten aan. Een gemeente kan daar alleen van afwijken indien er een goede motivering voor is. Ook kunnen gemeenten besluiten een structuurvisie (gedeeltelijk) te herzien. De provincie gebruikt de eigen structuurvisie om de plannen van de gemeente daaraan te toetsen, net zoals het Rijk de plannen van de provincie aan hun structuurvisie toetst. 
Het is de bedoeling dat de structuurvisies op elkaar worden afgestemd en als uitgangspunt gelden voor bestemmingsplannen, inpassingsplannen en projectbesluiten.

## Digitalisering
Onder de naam Digitale uitwisseling in Ruimtelijke Processen (afgekort tot DURP) heeft het toenmalige ministerie van VROM met diverse partners in de periode 2003-2010 samengewerkt aan het realiseren van een digitale ruimtelijke ordening. Het op 1 januari 2010 ingegane Besluit ruimtelijke ordening verplicht gemeentes, provincies en het Rijk om ruimtelijke plannen digitaal vast te leggen en elektronisch als Open Data beschikbaar te stellen. Hiervoor zijn binnen DURP landelijk geldende open standaarden ontwikkeld, de RO Standaarden. De verplichte toepassing van de RO Standaarden is vastgelegd in de Regeling standaarden ruimtelijke ordening 2012. Het beheer van de RO Standaarden wordt uitgevoerd door de Stichting Geonovum.